# Dieter Glemser
Dieter Glemser (Stoccarda, 28 giugno 1938) è un pilota automobilistico tedesco.

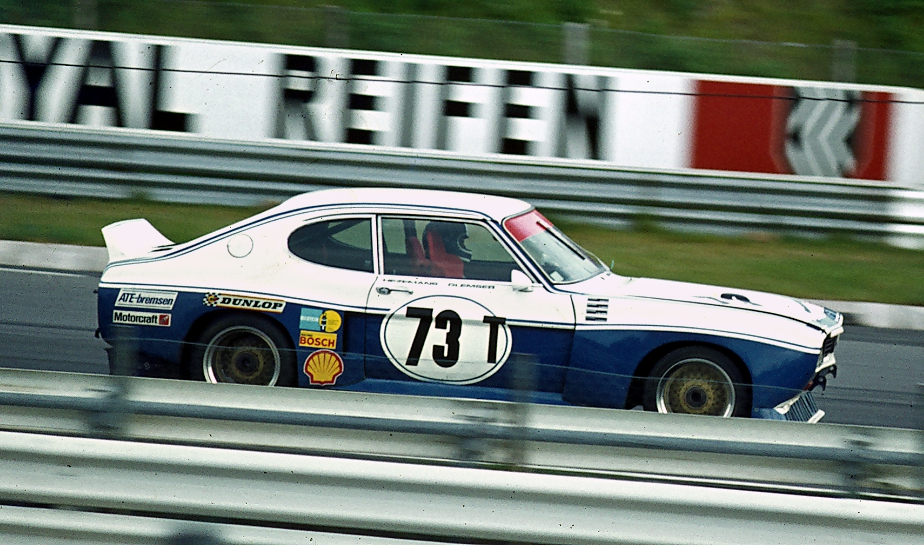
Glemser su Ford Capri nel 1974

Glemser ha corso principalmente negli anni 60 nei rally e negli anni 70 nelle categorie turismo e di durata. 

## Carriera
La sua carriera iniziò nei primi anni 60 nei rally, alla guida di una Porsche 356. Nel 1963, vinse il Rally di Polonia con una Mercedes-Benz 220SE. Nel 1966 partecipò a varie gare con una Porsche 906. Nella prima metà degli anni 1970 fu pilota della scuderia Ford. Nel 1971 vinse il Campionato Europeo Turismo su una Ford Capri RS2600.
Dopo un grave incidente, in cui rimasero feriti numerosi spettatori, occorso a causa di una foratura a una gomma nella gara dell'ETCC di Macao nel novembre 1974, terminò la sua carriera.

## Palmarès
1963
- Rally di Polonia - Mercedes-Benz 220SE

1964
- Gran Premio delle Vetture Turismo - con Eugen Böhringer su Mercedes-Benz 300 SE

1968
- 84 Ore del Nürburgring - Porsche 911

1969
- Deutsche Rundstrecken-Meisterschaft - Ford Escort TwinCam

1970
- Guia Race di Macao - Ford Capri RS

1971
- 24 Ore di Spa - BMW 3.0 CSL

1971
- Campionato europeo turismo - Ford Capri RS2600

1971
- 12 ore di Paul Ricard

1972
- RAC Tourist Trophy

1973
- Deutsche Rennsport Meisterschaft - Ford Escort Zakspeed

1974
- Deutsche Rennsport Meisterschaft - Ford Escort Zakspeed

1974
- Trofeo Norisring